# Heuilley-sur-Saône
Heuilley-sur-Saône è un comune francese di 308 abitanti situato nel dipartimento della Côte-d'Or nella regione della Borgogna-Franca Contea.

## Società

### Evoluzione demografica
Abitanti censiti